# 타이리스 핼리버턴
타이리스 존 핼리버턴(영어: Tyrese John Haliburton, 영어 발음: /taɪˈɹiːs ˈd͡ʒɑn ˈhælˈbɜːrtən/, 2000년 2월 29일~)은 미국의 농구 선수이다. 포지션은 콤보 가드로 현재 전미 농구 협회(NBA)의 인디애나 페이서스 소속으로 뛰고 있다. 그는 2020년 NBA 드래프트에서 12위로 새크라멘토 킹스에게 지명되었다. 